# NGC 206
NGC 206 ist eine sehr große Sternassoziation in unserer Nachbargalaxie, dem Andromedanebel, und ist etwa 2,5 Millionen Lichtjahre von der Milchstraße entfernt.
Das Objekt wurde am 17. Oktober 1786 von dem deutsch-britischen Astronomen Wilhelm Herschel entdeckt.